# Emmanuel-Marie-Maximilien de Croÿ-Solre
Pour les autres membres de la famille, voir Famille de Croÿ.
Ne doit pas être confondu avec Emmanuel de Croÿ-Solre ou Anne-Emmanuel de Croÿ.
Emmanuel-Marie-Maximilien de Croÿ, prince de Solre est un militaire et homme politique français né le 7 juillet 1768 à Paris et mort  le 25 janvier 1842 au château de Rœulx (Belgique),.

## Biographie
Gendre du duc de Croÿ-d'Havré, Emmanuel de Croÿ est le possesseur des biens de sa maison dans les Pays-Bas. Il se dit « prince de Solre sans titres et par usurpation ».

Ami du baron de Trannoyet nommé chevalier de l'ordre de Saint-Louis le 9 août 1814, et, « tout dévoué à la cause des Bourbons », il est commissaire du roi pendant les Cent-Jours. 

« Son dévouement, dit un biographe, égala les dangers qu'il eut à courir. »

Créé maréchal-de-camp le 31 mai 1815, il a commandé pour le roi le département de la Somme, depuis 1815 jusqu'en 1819.
Le 14 novembre 1820, il est élu député par le collège de département de la Somme, avec 235 voix sur 308 votants ; la même circonscription lui renouvèle son mandat, le 6 mars 1824 ; il vote constamment avec le côté droit de l'Assemblée. Le sort le désigne pour assister au sacre de Charles X.
Officier de la Légion d'honneur depuis le 1er mai 1821, le prince de Croÿ-Solre est promu lieutenant-général le 26 juin 1825. La même année, il est nommé capitaine de la première compagnie des Gardes du corps du roi. Il entre, le 5 novembre 1827, à la Chambre des pairs (sans majorat), où il continue de soutenir le gouvernement jusqu'à la révolution de Juillet 1830, qui le rend à la vie privée (il a été expulsé de la chambre haute comme ayant été nommé par le roi déchu).
À la suite des évènements de juillet-août 1830, il accompagne le roi Charles X jusqu'aux quais de Cherbourg, défilant dans la ville à la tête de sa compagnie, avec son chapeau à plume blanche, sa cocarde blanche et son cordon bleu malgré l'hostilité de la population.

## Récapitulatifs

### Décorations
Grand d'Espagne
- Chevalier du Saint-Esprit[9] (Paris, 14 mai 1826) ;
- Officier de la Légion d'honneur (1er mai 1821[6]) ;
- Chevalier de Saint-Louis (9 août 1814[3]).

### Armoiries
Écartelé : au 1 et 4, contr’écartelé: d’argent à trois fasces de gueules (Croy) et d’argent à trois doloires de gueules (Renty); au 2, d’Albret (écartelé de France et de gueules plain) sur le tout de Bretagne (d’hermine plain); au 3 écartelé d’or au lion de sable (Flandres) et losangé d’or et de gueules (Craon). Sur le tout écartelé de Croy et de Renty.

## Ascendance et postérité
Fils cadet d'Anne-Emmanuel de Croÿ, 8e duc de Croÿ, prince de Solre et d'Auguste Friederike zu Salm-Kyrburg (1747 - 1822), Emmanuel-Marie-Maximilien avait deux frères :
- Auguste-Louis-Philippe-Emmanuel (Paris, 3 décembre 1765 - château de l'Hermitage, 19 octobre 1822), 9e duc de Croÿ, seigneur de Dülmen, prince de l'Empire et grand d'Espagne, pair de France (1814), marié à deux reprises, dont postérité ;
- Gustave-Maximilien-Juste (château de l'Hermitage, 12 septembre 1773 – Rouen,1er janvier 1844), évêque de Strasbourg (1817-1823), archevêque de Rouen (1824-1844), cardinal (1825).

Il épouse, le 12 avril 1788, sa cousine la princesse Adélaïde de Croÿ (1768 - 1846), fille de Joseph-Anne-Maximilien de Croÿ d'Havré (1744 - 1839), duc d'Havré, dont il eut trois enfants :
- Anne-Louise-Constance (Condé-sur-l'Escaut, 9 août 1789[12] - château du Rœulx, 2 décembre 1869), mariée le 3 septembre 1810 à son cousin Fernand-Victor-Philippe de Croÿ (1791 -1865), fils d'Auguste-Louis Philippe-Emmanuel, dont postérité ;
- Adolphe-Joseph-Frédéric-Emmanuel (23 août 1790 - 7 mai 1803) ;
- Victor-Emmanuel-Gabriel (château du Rœulx, 2 avril 1794 - ?).